# Portugal nos Jogos do Mediterrâneo de 2022
Portugal competiu nos Jogos do Mediterrâneo de 2022 em Orão. Os atletas portugueses têm competido em todas as edições dos Jogos do Mediterrâneo desde a estreia de Portugal nos Jogos do Mediterrâneo de 2018 em Tarragona. Vão estar em competição entre 25 de junho e 6 julho de 2022 cerca de 159 atletas em 19 modalidades.
Filipa Martins e João Monteiro são os atletas da Equipa Portugal escolhidos para porta-estandartes na Cerimónia de Abertura dos Jogos do Mediterrâneo Oran 2022, a dia 25 de junho. São ambos estreantes nos Jogos do Mediterrâneo.
Na edição de 2022, a Equipa Portugal conseguiu o seu melhor resultado em Jogos do Mediterrâneo desde a sua estreia em Tarragona 2018. Conseguiu superar em medalhas conquistadas, em ouros e na classificação no medalheiro.

## Atletas
| Desporto              | Homens | Mulheres | Total |
| --------------------- | ------ | -------- | ----- |
| Andebol               | 0      | 16       | 16    |
| Atletismo             | 12     | 11       | 23    |
| Badminton             | 2      | 2        | 4     |
| Basquetebol 3x3       | 4      | 4        | 8     |
| Ciclismo              | 5      | 3        | 8     |
| Esgrima               | 3      | 1        | 4     |
| Futebol               | 18     | 0        | 18    |
| Ginástica             | 4      | 4        | 8     |
| Judo                  | 4      | 4        | 8     |
| Karaté                | 2      | 2        | 4     |
| Lutas Amadoras        | 1      | 0        | 1     |
| Natação               | 7      | 9        | 16    |
| Petanca               | 2      | 0        | 2     |
| Pólo Aquático         | 13     | 0        | 13    |
| Ténis                 | 2      | 2        | 4     |
| Ténis de mesa         | 3      | 3        | 6     |
| Tiro                  | 2      | 2        | 4     |
| Tiro c/ Arco          | 3      | 0        | 3     |
| Tiro c/ Armas de Caça | 2      | 2        | 4     |
| Vela                  | 4      | 1        | 5     |
| Total                 | 92     | 67       | 159   |

## Conquistas

### Medalhas
Portugal obteve no total da sua participação nos Jogos do Mediterrâneo 2022, 25 medalhas, das quais 7 de ouro, 10 de prata e 8 de bronze.
| Medalha | Medalha | Atleta                                                      | Modalidade          | Prova                           | Data       |
| ------- | ------- | ----------------------------------------------------------- | ------------------- | ------------------------------- | ---------- |
| 1       | Bronze  | Equipa Feminina (Jieni Shao, Inês Matos e Matilde Pinto)    | Ténis de Mesa       | Pares Femininos                 | 27-06-2022 |
| 2       | Prata   | Equipa Masculina (João Monteiro, João Geraldo e Diogo Chen) | Ténis de Mesa       | Pares Masculinos                | 27-06-2022 |
| 3       | Bronze  | Filipa Martins                                              | Ginástica Artística | Final de Paralelas Assimétricas | 29-06-2022 |
| 4       | Ouro    | Rafael Reis                                                 | Cilcismo            | Contrarelógio Masculino         | 30-06-2022 |
| 5       | Bronze  | João Geraldo                                                | Ténis de Mesa       | Singulares Masculinos           | 30-06-2022 |
| 6       | Prata   | Jieni Shao                                                  | Ténis de Mesa       | Singulares Femininos            | 30-06-2022 |
| 7       | Bronze  | Tiago Pereira                                               | Atletismo           | Triplo Salto Masculino          | 30-06-2022 |
| 8       | Prata   | Lorene Bazolo                                               | Atletismo           | 100m Feminino                   | 30-06-2022 |
| 9       | Prata   | Liliana Cá                                                  | Atletismo           | Lançamento do Disco Feminino    | 30-06-2022 |
| 10      | Ouro    | Diogo Ribeiro                                               | Natação             | 50m Mariposa Masculino          | 01-07-2022 |
| 11      | Prata   | Catarina Monteiro                                           | Natação             | 200m Mariposa Femininos         | 01-07-2022 |
| 12      | Bronze  | Evelise Veiga                                               | Atletismo           | Salto em Comprimento            | 01-07-2022 |
| 13      | Prata   | Diogo Ribeiro                                               | Natação             | 100m Livres Masculino           | 02-07-2022 |
| 14      | Ouro    | João Coelho                                                 | Atletismo           | 400m Masculino                  | 02-07-2022 |
| 15      | Ouro    | Cátia Azevedo                                               | Atletismo           | 400m Masculino                  | 02-07-2022 |
| 16      | Prata   | Daniela Sousa                                               | Ciclismo            | Prova de Estrada Feminina       | 02-07-2022 |
| 17      | Ouro    | Leandro Ramos                                               | Atletismo           | Lançamento do Dardo             | 02-07-2022 |
| 18      | Ouro    | Camila Rebelo                                               | Natação             | 200m Costas Femininos           | 02-07-2022 |
| 19      | Prata   | Maria Inês Barros                                           | Tiro c/ Armas Caça  | Trap Feminina                   | 03-07-2022 |
| 20      | Bronze  | Rafaela Azevedo                                             | Natação             | 50m Costas Femininos            | 03-07-2022 |
| 21      | Bronze  | Lorene Bazolo                                               | Atletismo           | 200m Feminino                   | 03-07-2022 |
| 22      | Prata   | Ana Rodrigues                                               | Natação             | 50m Bruços Femininos            | 04-07-2022 |
| 23      | Prata   | Miguel Nascimento                                           | Natação             | 50m Livres Masculinos           | 04-07-2022 |
| 24      | Bronze  | Raquel Pereira                                              | Natação             | 200m bruços Feminino            | 05-07-2022 |
| 25      | Ouro    | Camila Rebelo                                               | Natação             | 100m Costas Femininos           | 05-07-2022 |

### Recordes

#### Recordes Nacionais
| Atleta | Modalidade | Prova | Data |
| ------ | ---------- | ----- | ---- |
|        |            |       |      |

#### Recorde Pessoais
| Atleta | Modalidade | Prova | Data |
| ------ | ---------- | ----- | ---- |
|        |            |       |      |

#### Recorde de Temporada
| Atleta | Modalidade | Prova | Data |
| ------ | ---------- | ----- | ---- |
|        |            |       |      |

## Andebol[4]

### Feminino
| Equipa   | Prova            | Fase de Grupos      | Fase de Grupos      | Fase de Grupos             | Fase de Grupos | Jogo 5/6 Lugar ou 7/8 Lugar | Semifinal           | Final / BM          | Final / BM    |
| Equipa   | Prova            | Adversárioresultado | Adversárioresultado | Adversárioresultado        | Posição        | Adversárioresultado         | Adversárioresultado | Adversárioresultado | Classificação |
| -------- | ---------------- | ------------------- | ------------------- | -------------------------- | -------------- | --------------------------- | ------------------- | ------------------- | ------------- |
| Portugal | Torneio feminino | Sérvia D 21-20      | Turquia V 30-26     | Macedónia do Norte V 19-17 | 2º Lugar       |                             | Espanha D 26-24     | Sérvia D 22-26      | 4º Lugar      |

#### Atletas
- Guarda-Redes: Isabel Góis, Jéssica Ferreira e Matilde Rosa
- Central: Constança Sequeira, Maria Duarte e Mihaela Minciuna
- Lat. Direita: Luciana Rebelo e Mariana Brito
- Lat. Esquerda: Carmen Figueiredo e Maria Unjanque
- Ponta Direita: Neide Duarte
- Ponta Esquerda: Carolina Monteiro e Joana Pires,
- Pivô: Bebiana Sabino, Margarida Morais e Rita Campos

## Atletismo[5]

### Eventos de pista e estrada
| Atleta            | Prova            | Eliminatórias | Eliminatórias | Final             | Final             |
| Atleta            | Prova            | Tempo         | Posição       | Tempo             | Posição           |
| ----------------- | ---------------- | ------------- | ------------- | ----------------- | ----------------- |
| Abdel Larrinaga   | 110m Barreiras   | 14.06         | 11º Lugar     | Não se qualificou | Não se qualificou |
| João Oliveira     | 110m Barreiras   | 13.92         | 9º Lugar      | Não se qualificou | Não se qualificou |
| Etson Barros      | 3000m Obstáculos |               |               | 8:37.57           | 10º Lugar         |
| Delvis Santos     | 200m             | 21.14         | 7º Lugar q    | 21.06             | 6º Lugar          |
| João Coelho       | 400m             | 45.53         | 1º Lugar Q    | 45.41             | Ouro              |
| José Carlos Pinto | 800m             | 1:49.31       | 2º Lugar Q    | 1:46.73           | 8º Lugar          |
| Samuel Barata     | 5000m            |               |               | 13:47.09          | 5º Lugar          |

| Atleta                                                                                | Prova          | Eliminatórias | Eliminatórias | Final             | Final             |
| Atleta                                                                                | Prova          | Tempo         | Posição       | Tempo             | Posição           |
| ------------------------------------------------------------------------------------- | -------------- | ------------- | ------------- | ----------------- | ----------------- |
| Olímpia Barbosa                                                                       | 100m Barreiras | 13.47         | 9º Lugar Q    | 13.30             | 4º Lugar          |
| Vera Barbosa                                                                          | 400m Barreiras | 57.15         | 3º Lugar Q    | 56.82             | 5º Lugar          |
| Lorene Bazolo                                                                         | 100m           | 11.38         | 1º Lugar Q    | 11.36             | Prata             |
| Lorene Bazolo                                                                         | 200m           | 23.22         | 3º Lugar Q    | 23.20             | Bronze            |
| Rosalina Santos                                                                       | 100m           | DNS           | DNS           | Não se qualificou | Não se qualificou |
| Rosalina Santos                                                                       | 200m           | DNS           | DNS           | Não se qualificou | Não se qualificou |
| Cátia Azevedo                                                                         | 400m           |               |               | 51.24             | Ouro              |
| Patrícia Silva                                                                        | 800m           | 2:05.06       | 5º Lugar q    | 2:03.12           | 4º Lugar          |
| Mariana Machado                                                                       | 1500m          |               |               | 4:17.24           | 7º Lugar          |
| Olímpia Barbosa /Lorene Bazolo / Rosalina Santos /Arialez Martinez/ Catarina Lourenço | 4x100m         |               |               | DNS               | DNS               |

### Eventos de campo
| Atleta          | Prova                 | Final Direta | Final Direta |
| Atleta          | Prova                 | Performance  | Posição      |
| --------------- | --------------------- | ------------ | ------------ |
| Gerson Baldé    | Salto em Altura       | 2.09         | 11º Lugar    |
| Leandro Ramos   | Lançamento do Dardo   | 82.23        | ' Ouro       |
| Tsanko Arnaudov | Lançamento do Peso    | 20.13        | 5º Lugar     |
| Rúben Antunes   | Lançamento do Martelo | 71.62        | 4º Lugar     |
| Tiago Pereira   | Triplo Salto          | 16.90        | Bronze       |

| Atleta        | Prova                | Final Direta | Final Direta |
| Atleta        | Prova                | Performance  | Posição      |
| ------------- | -------------------- | ------------ | ------------ |
| Liliana Cá    | Lançamento do Disco  | 63.62        | Prata        |
| Evelise Veiga | Salto em Comprimento | 6.54         | Bronze       |
| Evelise Veiga | Triplo Salto         | 13.31        | 6º Lugar     |

Legenda
| Recorde mundial      | Recorde mundial (World record)               |                       | Recorde africano                      | Recorde africano (African) |                                           | Q | Classificado por posição (Qualified) |
| Recorde olímpico     | Recorde olímpico (Olympic record)            | Recorde da América    | Recorde da América (Americas)         | q                          | Classificado por melhor tempo (Qualified) |   |                                      |
| Melhor marca do ano  | Melhor marca do ano (World leading)          | Recorde asiático      | Recorde asiático (Asian)              | DNS                        | Não largou (Did not start)                |   |                                      |
| Recorde nacional     | Recorde nacional (National record)           | Recorde europeu       | Recorde europeu (European)            | DNF                        | Não terminou (Did not finish)             |   |                                      |
| Recorde pessoal      | Recorde pessoal do atleta (Personal best)    | Recorde da Oceania    | Recorde da Oceania (Oceania)          | DSQ / DQ                   | Desclassificado (Disqualified)            |   |                                      |
| Recorde da temporada | Recorde da temporada do atleta (Season best) | Recorde sul-americano | Recorde sul-americano (South America) | NM                         | Sem marca (No mark)                       |   |                                      |

## Badminton[6]

### Masculino
| Atleta                          | Evento  | Ronda de 32           | Ronda de 16           | Quartos de Final      | Meias Finais          | Final / BM            | Final / BM          |
| Atleta                          | Evento  | Adversário/ Resultado | Adversário/ Resultado | Adversário/ Resultado | Adversário/ Resultado | Adversário/ Resultado | Classificação       |
| ------------------------------- | ------- | --------------------- | --------------------- | --------------------- | --------------------- | --------------------- | ------------------- |
| Diogo Glória                    | Simples |                       | Ahmed Salah V 2-0     | Pablo Vicen D 2-1     | Não se qualificou     | Não se qualificou     | Não se qualificou   |
| Gabriel Rodrigues               | Simples | Nurullah Sarac D 2-0  | Não se qualificou     | Não se qualificou     | Não se qualificou     | Não se qualificou     | Não se qualificou   |
| Diogo Glória/ Gabriel Rodrigues | Pares   |                       | Chipre V 2-0          | Itália D 2-0          | Não se qualificaram   | Não se qualificaram   | Não se qualificaram |

Legenda: V = Venceu; D= Derrotado(a)

### Feminino
| Atleta                           | Evento  | Ronda de 32           | Ronda de 16           | Quartos de Final      | Meias Finais          | Final / BM            | Final / BM          |
| Atleta                           | Evento  | Adversário/ Resultado | Adversário/ Resultado | Adversário/ Resultado | Adversário/ Resultado | Adversário/ Resultado | Classificação       |
| -------------------------------- | ------- | --------------------- | --------------------- | --------------------- | --------------------- | --------------------- | ------------------- |
| Adriana Gonçalves                | Simples |                       | M. Sudimac D 0-2      | Não se qualificou     | Não se qualificou     | Não se qualificou     | Não se qualificou   |
| Mariana Leite                    | Simples | G.Sotiriou D 0-2      | Não se qualificou     | Não se qualificou     | Não se qualificou     | Não se qualificou     | Não se qualificou   |
| Adriana Gonçalves/ Mariana Leite | Pares   |                       | Chipre D 2-0          | Não se qualificaram   | Não se qualificaram   | Não se qualificaram   | Não se qualificaram |

Legenda: V = Venceu; D= Derrotado(a)

## Basquetebol 3x3[7]

### Masculino
| Equipa   | Prova                      | Fase de Grupos (Grupo B) | Fase de Grupos (Grupo B) | Fase de Grupos (Grupo B) | Jogo 9º/ 12ºLugar     | Jogo 9º/ 10ºLugar/ Jogo 11º/ 12ºLugar | Quartos Final         | Jogo 5º/ 8ºLugar      | Jogo 5º/ 6ºLugar      | Meias Finais          | Final / BM            | Final / BM    |
| Equipa   | Prova                      | Adversário/ Resultado    | Adversário/ Resultado    | Pos.                     | Adversário/ Resultado | Adversário/ Resultado                 | Adversário/ Resultado | Adversário/ Resultado | Adversário/ Resultado | Adversário/ Resultado | Adversário/ Resultado | Classificação |
| -------- | -------------------------- | ------------------------ | ------------------------ | ------------------------ | --------------------- | ------------------------------------- | --------------------- | --------------------- | --------------------- | --------------------- | --------------------- | ------------- |
| Portugal | Torneio masculino (Sub-23) | Espanha D 14-12          | Eslovénia V 12-8         | 2º Lugar                 |                       |                                       | Turquia D 18-14       | Grécia V 19-17        | Argélia D 17-21       |                       |                       |               |

#### Atletas
- Lamine Banora
- Henrique Barros
- Jorge Embaló
- Rui Palhares

### Feminino
| Equipa   | Prova                     | Fase de Grupos (Grupo A) | Fase de Grupos (Grupo A) | Fase de Grupos (Grupo A) | Jogo 9º/ 11ºLugar     | Jogo 9º/ 10ºLugar     | Quartos Final         | Jogo 5º/ 8ºLugar      | Jogo 5º/ 6ºLugar      | Meias Finais          | Final / BM            | Final / BM    |
| Equipa   | Prova                     | Adversário/ Resultado    | Adversário/ Resultado    | Pos.                     | Adversário/ Resultado | Adversário/ Resultado | Adversário/ Resultado | Adversário/ Resultado | Adversário/ Resultado | Adversário/ Resultado | Adversário/ Resultado | Classificação |
| -------- | ------------------------- | ------------------------ | ------------------------ | ------------------------ | --------------------- | --------------------- | --------------------- | --------------------- | --------------------- | --------------------- | --------------------- | ------------- |
| Portugal | Torneio feminino (Sub-23) | Argélia V 15-13          | Sérvia D 14-11           | 2º Lugar                 |                       |                       | Turquia D 10-13       | Eslovénia V 11-8      | Tunísia V 6-13        |                       |                       |               |

#### Atletas
- Alice Martins
- Mariana Silva
- Maria Marinho
- Raquel Laneiro

Legenda
| Recorde mundial      | Recorde mundial (World record)               |                       | Recorde africano                      | Recorde africano (African) |                                           | Q | Classificado por posição (Qualified) |
| Recorde olímpico     | Recorde olímpico (Olympic record)            | Recorde da América    | Recorde da América (Americas)         | q                          | Classificado por melhor tempo (Qualified) |   |                                      |
| Melhor marca do ano  | Melhor marca do ano (World leading)          | Recorde asiático      | Recorde asiático (Asian)              | DNS                        | Não largou (Did not start)                |   |                                      |
| Recorde nacional     | Recorde nacional (National record)           | Recorde europeu       | Recorde europeu (European)            | DNF                        | Não terminou (Did not finish)             |   |                                      |
| Recorde pessoal      | Recorde pessoal do atleta (Personal best)    | Recorde da Oceania    | Recorde da Oceania (Oceania)          | DSQ / DQ                   | Desclassificado (Disqualified)            |   |                                      |
| Recorde da temporada | Recorde da temporada do atleta (Season best) | Recorde sul-americano | Recorde sul-americano (South America) | NM                         | Sem marca (No mark)                       |   |                                      |

## Ciclismo[8]

### Masculino
| Atleta           | Prova              | Tempo    | Posição   |
| ---------------- | ------------------ | -------- | --------- |
| Fábio Costa      | Corrida de estrada | 3:30:54  | 49º Lugar |
| Francisco Campos | Corrida de estrada | 3:30:54  | 51º Lugar |
| luís Gomes       | Corrida de estrada | 3:15:34  | 19º Lugar |
| Fábio Fernandes  | Corrida de estrada | 3:16:01  | 46º Lugar |
| Fábio Fernandes  | Contrarrelógio     | 34:26.43 | 11º Lugar |
| Rafael Reis      | Corrida de estrada | 3:15:35  | 27º Lugar |
| Rafael Reis      | Contrarrelógio     | 31:28.88 | Ouro      |

### Feminino
| Atleta         | Prova              | Tempo    | Posição   |
| -------------- | ------------------ | -------- | --------- |
| Vera Vilaça    | Corrida de estrada | 1:58:24  | 13º Lugar |
| Beatriz Roxo   | Corrida de estrada | 1:58:24  | 14º Lugar |
| Beatriz Roxo   | Contrarrelógio     | 30:15.29 | 13º Lugar |
| Daniela Campos | Corrida de estrada | 1:58:24  | Prata     |
| Daniela Campos | Contrarrelógio     | 26:46.37 | 10º Lugar |

Legenda
| Recorde mundial      | Recorde mundial (World record)               |                       | Recorde africano                      | Recorde africano (African) |                                           | Q | Classificado por posição (Qualified) |
| Recorde olímpico     | Recorde olímpico (Olympic record)            | Recorde da América    | Recorde da América (Americas)         | q                          | Classificado por melhor tempo (Qualified) |   |                                      |
| Melhor marca do ano  | Melhor marca do ano (World leading)          | Recorde asiático      | Recorde asiático (Asian)              | DNS                        | Não largou (Did not start)                |   |                                      |
| Recorde nacional     | Recorde nacional (National record)           | Recorde europeu       | Recorde europeu (European)            | DNF                        | Não terminou (Did not finish)             |   |                                      |
| Recorde pessoal      | Recorde pessoal do atleta (Personal best)    | Recorde da Oceania    | Recorde da Oceania (Oceania)          | DSQ / DQ                   | Desclassificado (Disqualified)            |   |                                      |
| Recorde da temporada | Recorde da temporada do atleta (Season best) | Recorde sul-americano | Recorde sul-americano (South America) | NM                         | Sem marca (No mark)                       |   |                                      |

### Ciclismo
| R   | Classificado(a) para a repescagem       |  |  |
| REL | Relegado (Relegated)                    |  |  |
| OVL | Alcançado pelo líder (Overlapped)       |  |  |
| LAP | Ultrapassado pelo líder (Lapped)        |  |  |
| OTL | Acima do tempo limite (Over Time Limit) |  |  |

## Esgrima[9]

### Masculino
Miguel Frazão compete no Grupo 1, Felipe Frazão no Grupo 3.
Luís Macedo no Grupo B.
| Equipa        | Prova              | Fase de Grupos        | Fase de Grupos        | Fase de Grupos        | Fase de Grupos        | Fase de Grupos        | Fase de Grupos        | Fase de Grupos | Ronda 32              | Ronda 16              | Quartos Final         | Meias Finais          | Final / BM            | Final / BM    |
| Equipa        | Prova              | Adversário/ Resultado | Adversário/ Resultado | Adversário/ Resultado | Adversário/ Resultado | Adversário/ Resultado | Adversário/ Resultado | Pos.           | Adversário/ Resultado | Adversário/ Resultado | Adversário/ Resultado | Adversário/ Resultado | Adversário/ Resultado | Classificação |
| ------------- | ------------------ | --------------------- | --------------------- | --------------------- | --------------------- | --------------------- | --------------------- | -------------- | --------------------- | --------------------- | --------------------- | --------------------- | --------------------- | ------------- |
| Felipe Frazão | Espada Individual  | M. Yasseen D 4-2      | Alex Fava D 3-1       | B. Guia V 1-5         | El Haouari D 3-5      | A. Algadi V 5-0       |                       | 3º Lugar       | Ángel Pujol D 15-11   |                       |                       |                       |                       |               |
| Miguel Frazão | Espada Individual  | M. Elsayed V 5-4      | G. Paolini D 5-0      | P. Srbinoski V 5-2    | A. Abujtela V 4-5     | H. Berkani V 5-0      | Omar Nahi D 4-5       | 3º Lugar       |                       | Paul Allegre D 15-11  |                       |                       |                       |               |
| Luís Macedo   | Florete Individual | D. Filippi D 3-5      | M. Minuto D 1-5       | T. Bibard D 3-5       | M. Hamza D 2-5        | Y. Madi V 5-2         |                       | 5º Lugar       | V. Cuk D 15-4         |                       |                       |                       |                       |               |

### Feminino
| Equipa        | Prova             | Fase de Grupos        | Fase de Grupos        | Fase de Grupos        | Fase de Grupos        | Fase de Grupos | Ronda 16              | Quartos Final         | Meias Finais          | Final / BM            | Final / BM    |
| Equipa        | Prova             | Adversário/ Resultado | Adversário/ Resultado | Adversário/ Resultado | Adversário/ Resultado | Pos.           | Adversário/ Resultado | Adversário/ Resultado | Adversário/ Resultado | Adversário/ Resultado | Classificação |
| ------------- | ----------------- | --------------------- | --------------------- | --------------------- | --------------------- | -------------- | --------------------- | --------------------- | --------------------- | --------------------- | ------------- |
| Felipe Frazão | Espada Individual | O. Calissi V 2-5      | M. Escalona D 5-2     | J. Marechal D 2-5     | M. Mebarki V 5-2      | 4º Lugar       | I. Karamete D 15-11   |                       |                       |                       |               |

Legenda
| Recorde mundial      | Recorde mundial (World record)               |                       | Recorde africano                      | Recorde africano (African) |                                           | Q | Classificado por posição (Qualified) |
| Recorde olímpico     | Recorde olímpico (Olympic record)            | Recorde da América    | Recorde da América (Americas)         | q                          | Classificado por melhor tempo (Qualified) |   |                                      |
| Melhor marca do ano  | Melhor marca do ano (World leading)          | Recorde asiático      | Recorde asiático (Asian)              | DNS                        | Não largou (Did not start)                |   |                                      |
| Recorde nacional     | Recorde nacional (National record)           | Recorde europeu       | Recorde europeu (European)            | DNF                        | Não terminou (Did not finish)             |   |                                      |
| Recorde pessoal      | Recorde pessoal do atleta (Personal best)    | Recorde da Oceania    | Recorde da Oceania (Oceania)          | DSQ / DQ                   | Desclassificado (Disqualified)            |   |                                      |
| Recorde da temporada | Recorde da temporada do atleta (Season best) | Recorde sul-americano | Recorde sul-americano (South America) | NM                         | Sem marca (No mark)                       |   |                                      |

## Futebol[10]

### Masculino
| Equipa   | Prova                      | Fase de Grupos (Grupo B) | Fase de Grupos (Grupo B) | Fase de Grupos (Grupo B) | Fase de Grupos (Grupo B) | Meias Finais          | Final / BM            | Final / BM          |
| Equipa   | Prova                      | Adversário/ Resultado    | Adversário/ Resultado    | Adversário/ Resultado    | Pos.                     | Adversário/ Resultado | Adversário/ Resultado | Classificação       |
| -------- | -------------------------- | ------------------------ | ------------------------ | ------------------------ | ------------------------ | --------------------- | --------------------- | ------------------- |
| Portugal | Torneio masculino (Sub-18) | Itália D 1-0             | Turquia V 2-0            | Grécia D 0-2             | 3º Lugar                 | Não se qualificaram   | Não se qualificaram   | Não se qualificaram |

Legenda: V = Venceu; D= Derrotado(a)

#### Atletas
- Guarda-Redes: Gonçalo Ribeiro e João Carvalho
- Defesas: David Monteiro, Diogo Monteiro, Gabriel Brás, Gustavo Sá e José Semedo,
- Médios: Bernardo Gomes, Gustavo Sá, Hugo Félix, Hugo Oliveira, João Faria e Marco Cruz
- Avançados: Herculano Nabian, Jorge Meireles, Lucas Anjos, Miguel Falé, Ricardo Marques e Tiago Parente

## Ginástica Artística[11]

### Masculino
| Atleta           | Evento     | Qualificação | Qualificação     | Qualificação | Qualificação | Qualificação     | Qualificação | Qualificação | Qualificação | Final             | Final             | Final             | Final             | Final             | Final             | Final             | Final             |
| Atleta           | Evento     | Aparelho     | Aparelho         | Aparelho     | Aparelho     | Aparelho         | Aparelho     | Total        | Pos.         | Aparelho          | Aparelho          | Aparelho          | Aparelho          | Aparelho          | Aparelho          | Total             | Pos.              |
| Atleta           | Evento     | Solo         | Cavalo de Arções | Argolas      | Salto        | Barras Paralelas | Barra        | Total        | Pos.         | Solo              | Cavalo de Arções  | Argolas           | Salto             | Barras Paralelas  | Barra             | Total             | Pos.              |
| ---------------- | ---------- | ------------ | ---------------- | ------------ | ------------ | ---------------- | ------------ | ------------ | ------------ | ----------------- | ----------------- | ----------------- | ----------------- | ----------------- | ----------------- | ----------------- | ----------------- |
| Filipe Almeida   | All-Around |              |                  |              |              |                  |              | 77.150       | 16º Lugar Q  |                   |                   |                   |                   |                   |                   | 73.600            | 16º Lugar         |
| José Nogueira    | All-Around |              |                  |              |              |                  |              | 76.400       | 17º Lugar Q  |                   |                   |                   |                   |                   |                   | 77.750            | 12º Lugar         |
| Marcelo Marques  | All-Around |              |                  |              |              |                  |              |              |              | Não se qualificou | Não se qualificou | Não se qualificou | Não se qualificou | Não se qualificou | Não se qualificou | Não se qualificou | Não se qualificou |
| Guilherme Campos | All-Around |              |                  |              |              |                  |              |              |              | Não se qualificou | Não se qualificou | Não se qualificou | Não se qualificou | Não se qualificou | Não se qualificou | Não se qualificou | Não se qualificou |

| Atleta           | Evento       | Qualificação | Qualificação     | Qualificação | Qualificação | Qualificação     | Qualificação | Final             | Final             | Final             | Final             | Final             | Final             | Final             |
| Atleta           | Evento       | Aparelho     | Aparelho         | Aparelho     | Aparelho     | Aparelho         | Aparelho     | Aparelho          | Aparelho          | Aparelho          | Aparelho          | Aparelho          | Aparelho          | Aparelho          |
| Atleta           | Evento       | Solo         | Cavalo de Arções | Argolas      | Trave        | Barras Paralelas | Barra        | Solo              | Cavalo de Arções  | Argolas           | Salto             | Pos.              | Barras Paralelas  | Barra             |
| ---------------- | ------------ | ------------ | ---------------- | ------------ | ------------ | ---------------- | ------------ | ----------------- | ----------------- | ----------------- | ----------------- | ----------------- | ----------------- | ----------------- |
| Filipe Almeida   | Por Aparelho |              |                  |              |              |                  |              | Não se qualificou | Não se qualificou | Não se qualificou | 13.825            | 4º Lugar          | Não se qualificou | Não se qualificou |
| José Nogueira    | Por Aparelho |              |                  |              |              |                  |              | Não se qualificou | Não se qualificou | Não se qualificou | Não se qualificou | Não se qualificou | Não se qualificou | Não se qualificou |
| Marcelo Marques  | Por Aparelho |              |                  |              |              |                  |              | Não se qualificou | Não se qualificou | Não se qualificou | Não se qualificou | Não se qualificou | Não se qualificou | Não se qualificou |
| Guilherme Campos | Por Aparelho |              |                  |              |              |                  |              | Não se qualificou | Não se qualificou | Não se qualificou | 13.635            | 7º Lugar          | Não se qualificou | Não se qualificou |

Final Direta (simultânea com qualificações individuais) 5 ginastas, 4 prestações por aparelho, 3 melhores notas por aparelho contam.
| Atleta   | Evento            | Final    | Final            | Final    | Final    | Final            | Final    | Final   | Final    |
| Atleta   | Evento            | Aparelho | Aparelho         | Aparelho | Aparelho | Aparelho         | Aparelho | Total   | Pos.     |
| Atleta   | Evento            | Solo     | Cavalo de Arções | Argolas  | Salto    | Barras Paralelas | Barra    | Total   | Pos.     |
| -------- | ----------------- | -------- | ---------------- | -------- | -------- | ---------------- | -------- | ------- | -------- |
| Portugal | Torneio Masculino | 39.650   | 38.100           | 38.450   | 40.450   | 36.750           | 37.050   | 230.450 | 8º Lugar |

### Feminino
| Atleta          | Evento     | Qualificação | Qualificação | Qualificação | Qualificação           | Qualificação | Qualificação | Final             | Final             | Final             | Final                  | Final             | Final             |
| Atleta          | Evento     | Aparelho     | Aparelho     | Aparelho     | Aparelho               | Total        | Pos.         | Aparelho          | Aparelho          | Aparelho          | Aparelho               | Total             | Pos.              |
| Atleta          | Evento     | Salto        | Trave        | Solo         | Paralelas Assimétricas | Total        | Pos.         | Salto             | Trave             | Solo              | Paralelas Assimétricas | Total             | Pos.              |
| --------------- | ---------- | ------------ | ------------ | ------------ | ---------------------- | ------------ | ------------ | ----------------- | ----------------- | ----------------- | ---------------------- | ----------------- | ----------------- |
| Filipa Martins  | All-Around | DNS          | 12.450       | DNS          | 13.850                 | 26.300       | 31º Lugar    | Não se qualificou | Não se qualificou | Não se qualificou | Não se qualificou      | Não se qualificou | Não se qualificou |
| Lia Sobral      | All-Around | 12.250       | 12.250       | 11.450       | 11.100                 | 46.050       | 13º Lugar Q  | 12.133            | 10.666            | 11.533            | 9.066                  | 43.398            | 15º Lugar         |
| Mafalda Costa   | All-Around | 12.250       | 10.550       | 11.200       | 11.400                 | 45.400       | 15º Lugar    | Não se qualificou | Não se qualificou | Não se qualificou | Não se qualificou      | Não se qualificou | Não se qualificou |
| Mariana Parente | All-Around | 12.550       | 12.000       | 11.550       | 10.850                 | 46.950       | 12º Lugar Q  | 12.366            | 9.733             | 10.433            | 11.600                 | 44.132            | 12º Lugar         |

| Atleta          | Evento       | Qualificação | Qualificação | Qualificação | Qualificação           | Final             | Final             | Final             | Final             | Final                  | Final             |
| Atleta          | Evento       | Aparelho     | Aparelho     | Aparelho     | Aparelho               | Aparelho          | Aparelho          | Aparelho          | Aparelho          | Aparelho               | Aparelho          |
| Atleta          | Evento       | Salto        | Trave        | Solo         | Paralelas Assimétricas | Salto             | Trave             | Pos.              | Solo              | Paralelas Assimétricas | Pos.              |
| --------------- | ------------ | ------------ | ------------ | ------------ | ---------------------- | ----------------- | ----------------- | ----------------- | ----------------- | ---------------------- | ----------------- |
| Filipa Martins  | Por Aparelho | DNS          | 12.450 Q     | DNS          | 13.850 Q               | Não se qualificou | 11.400            | 7º Lugar          | Não se qualificou | 13.850                 | Bronze            |
| Lia Sobral      | Por Aparelho | 12.250       | 12.250       | 11.450       | 11.100                 | Não se qualificou | Não se qualificou | Não se qualificou | Não se qualificou | Não se qualificou      | Não se qualificou |
| Mafalda Costa   | Por Aparelho | 12.250       | 10.550       | 11.200       | 11.400                 | Não se qualificou | Não se qualificou | Não se qualificou | Não se qualificou | Não se qualificou      | Não se qualificou |
| Mariana Parente | Por Aparelho | 12.550       | 12.000       | 11.550       | 10.850                 | Reserva na Final  | Reserva na Final  | Reserva na Final  | Não se qualificou | Não se qualificou      | Não se qualificou |

Final Direta (simultânea com qualificações individuais) 5 ginastas, 4 prestações por aparelho, 3 melhores notas por aparelho contam.
| Atleta   | Evento           | Final    | Final    | Final    | Final                  | Final        | Final    |
| Atleta   | Evento           | Aparelho | Aparelho | Aparelho | Aparelho               | Total        | Pos.     |
| Atleta   | Evento           | Salto    | Trave    | Solo     | Paralelas Assimétricas | Total        | Pos.     |
| -------- | ---------------- | -------- | -------- | -------- | ---------------------- | ------------ | -------- |
| Portugal | Torneio Feminino | 37.050   | 35.700   | 34.200   | 36.350                 | 143.300 pts. | 5º Lugar |

Legenda
| Recorde mundial      | Recorde mundial (World record)               |                       | Recorde africano                      | Recorde africano (African) |                                           | Q | Classificado por posição (Qualified) |
| Recorde olímpico     | Recorde olímpico (Olympic record)            | Recorde da América    | Recorde da América (Americas)         | q                          | Classificado por melhor tempo (Qualified) |   |                                      |
| Melhor marca do ano  | Melhor marca do ano (World leading)          | Recorde asiático      | Recorde asiático (Asian)              | DNS                        | Não largou (Did not start)                |   |                                      |
| Recorde nacional     | Recorde nacional (National record)           | Recorde europeu       | Recorde europeu (European)            | DNF                        | Não terminou (Did not finish)             |   |                                      |
| Recorde pessoal      | Recorde pessoal do atleta (Personal best)    | Recorde da Oceania    | Recorde da Oceania (Oceania)          | DSQ / DQ                   | Desclassificado (Disqualified)            |   |                                      |
| Recorde da temporada | Recorde da temporada do atleta (Season best) | Recorde sul-americano | Recorde sul-americano (South America) | NM                         | Sem marca (No mark)                       |   |                                      |

## Judo[12]

### Masculino
| Atleta           | Prova             | Ronda dos 16            | Quartos de final     | Meias-Finais         | Repescagem           | Repescagem           | Final / BM           | Final / BM        |
| Atleta           | Prova             | Adversário Resultado    | Adversário Resultado | Adversário Resultado | Adversário Resultado | Adversário Resultado | Oposição Resultado   | Classificação     |
| ---------------- | ----------------- | ----------------------- | -------------------- | -------------------- | -------------------- | -------------------- | -------------------- | ----------------- |
| Ricardo Pires    | -60kg masculinos  | Maxime Merlin D 10-0    | Não se qualificou    | Não se qualificou    | Não se qualificou    | Não se qualificou    | Não se qualificou    | Não se qualificou |
| Bernardo Tralhão | -66kg masculinos  | Robert Klacar D 12-0    | Não se qualificou    | Não se qualificou    | Não se qualificou    | Não se qualificou    | Não se qualificou    | Não se qualificou |
| Manuel Rodrigues | -81kg masculinos  | Kenny Bedel D 0-10      |                      |                      | Achraf Moutii V 11-0 | A.I. Benazoug V 1-0  | Tizie Gnamien D 0-11 | 5º Lugar          |
| Diogo Brites     | -100kg masculinos | Joris Agbegnenou D 10-0 |                      |                      |                      | Ben Ghares D 0-10    |                      |                   |

Legenda: V = Venceu; D= Derrotado(a)

### Feminino
| Atleta           | Prova           | Ronda dos 16            | Quartos de final      | Meias-Finais         | Repescagem            | Repescagem               | Final / BM         | Final / BM        |
| Atleta           | Prova           | Adversário Resultado    | Adversário Resultado  | Adversário Resultado | Adversário Resultado  | Adversário Resultado     | Oposição Resultado | Classificação     |
| ---------------- | --------------- | ----------------------- | --------------------- | -------------------- | --------------------- | ------------------------ | ------------------ | ----------------- |
| Raquel Brito     | -48 kg feminino | Chaimae Eddinari V 0-10 | Milika Nikolic D 10-0 |                      | Marusa Stangar D 0-10 | Não se qualificou        | Não se qualificou  | Não se qualificou |
| Teresa Santos    | -57kg femininos | Ophelie Vellozzi D 10-0 | Não se qualificou     | Não se qualificou    | Não se qualificou     | Não se qualificou        | Não se qualificou  | Não se qualificou |
| Wilsa Gomes      | -63kg femininos | Melodie Turpin D 11-0   | Não se qualificou     | Não se qualificou    | Não se qualificou     | Não se qualificou        | Não se qualificou  | Não se qualificou |
| Joana Crisóstomo | -70kg femininos | Minel Akdeniz V 0-10    | Lara Cvjetko D 10-0   |                      |                       | Elsavet Teltsidou D 1-10 | Não se qualificou  | Não se qualificou |

Legenda: V = Venceu; D= Derrotado(a)
Legenda
| Recorde mundial      | Recorde mundial (World record)               |                       | Recorde africano                      | Recorde africano (African) |                                           | Q | Classificado por posição (Qualified) |
| Recorde olímpico     | Recorde olímpico (Olympic record)            | Recorde da América    | Recorde da América (Americas)         | q                          | Classificado por melhor tempo (Qualified) |   |                                      |
| Melhor marca do ano  | Melhor marca do ano (World leading)          | Recorde asiático      | Recorde asiático (Asian)              | DNS                        | Não largou (Did not start)                |   |                                      |
| Recorde nacional     | Recorde nacional (National record)           | Recorde europeu       | Recorde europeu (European)            | DNF                        | Não terminou (Did not finish)             |   |                                      |
| Recorde pessoal      | Recorde pessoal do atleta (Personal best)    | Recorde da Oceania    | Recorde da Oceania (Oceania)          | DSQ / DQ                   | Desclassificado (Disqualified)            |   |                                      |
| Recorde da temporada | Recorde da temporada do atleta (Season best) | Recorde sul-americano | Recorde sul-americano (South America) | NM                         | Sem marca (No mark)                       |   |                                      |

## Karaté[13]
A modalidade de Karaté foi novamente representada por Portugal nos Jogos do Mediterrâneo. Da comitiva presente estiveram 4 elementos, 2 masculinos e 2 femininos, todos em estreia. No entanto a representação foi menor que em Tarragona 2018, onde estiveram presentes 5 karatecas.
Três das categorias praticadas em Oran tiveram a sua estreia entre elas o -75kg masculinos e no lado feminino os -50 kg  e os -55kg. O melhor resultado nos +84kg masculinos alcançado em 2018 com um 5º Lugar foi novamente alcançado na edição de 2022, agora por Nuno Valente.

### Masculino
| Atleta           | Prova            | Ronda dos 16             | Quartos de final     | Meias-Finais         | Repescagem           | Final / BM         | Final / BM        |
| Atleta           | Prova            | Adversário Resultado     | Adversário Resultado | Adversário Resultado | Adversário Resultado | Oposição Resultado | Classificação     |
| ---------------- | ---------------- | ------------------------ | -------------------- | -------------------- | -------------------- | ------------------ | ----------------- |
| Tiago dos Santos | -75kg masculinos | Anass Alami V 5-6        | Erman Eltemur D 1-0  | Não se qualificou    | Não se qualificou    | Não se qualificou  | Não se qualificou |
| Nuno Valente     | +84kg masculinos | Mathaios Stylianou V 6-5 | Hocine Daikhi D 4-1  |                      | Sem oponente         | Mehdi Sriti D 0-8  | 5º Lugar          |

Legenda: V = Venceu; D= Derrotado(a)

### Feminino
| Atleta             | Prova           | Ronda dos 16         | Quartos de final     | Meias-Finais         | Repescagem            | Final / BM         | Final / BM        |
| Atleta             | Prova           | Adversário Resultado | Adversário Resultado | Adversário Resultado | Adversário Resultado  | Oposição Resultado | Classificação     |
| ------------------ | --------------- | -------------------- | -------------------- | -------------------- | --------------------- | ------------------ | ----------------- |
| Sara Leal          | -50 kg feminino |                      | Cylia Ouikene D 2-0  |                      | Pinilla Sanchéz D 4-1 | Não se qualificou  | Não se qualificou |
| Constança de Matos | -55kg femininos | Tugba Yakan D 1-7    | Não se qualificou    | Não se qualificou    | Não se qualificou     | Não se qualificou  | Não se qualificou |

Legenda: V = Venceu; D= Derrotado(a)

## Lutas Amadoras[14]
Em Lutas Amadoras, Portugal foi novamente representado nos Jogos do Mediterrâneo. No entanto a representação foi menor que em Tarragona 2018, onde estiveram presentes 2 lutadores, enquanto que em Oran 2022, apenas 1 esteve presente. O único representante de Portugal foi Pedro Caldas que repetiu pela segunda vez a participação nos Jogos do Mediterrâneo. 
Na mesma categoria que tinha participado em Tarragona 2018, Pedro Caldas conseguiu melhorar o seu resultado tendo obtido o 5º lugar em Oran 2022, face ao 9º lugar conseguido em 2018.

### Masculino
| Atleta       | Prova                         | Ronda dos 16         | Quartos de final     | Meias-Finais         | Repescagem / BM      | Repescagem / BM | Final              | Final         |
| Atleta       | Prova                         | Adversário Resultado | Adversário Resultado | Adversário Resultado | Adversário Resultado | Classificação   | Oposição Resultado | Classificação |
| ------------ | ----------------------------- | -------------------- | -------------------- | -------------------- | -------------------- | --------------- | ------------------ | ------------- |
| Pedro Caldas | Greco-Romana -67kg masculinos |                      | Ishak Ghaiou D 7-1   |                      | Abdel Rahman D 3-1   | 5º Lugar        |                    |               |

Legenda: V = Venceu; D= Derrotado(a)

## Natação[15]

### Masculino
| Atleta                                                             | Prova                    | Eliminatórias | Eliminatórias | Final             | Final             |
| Atleta                                                             | Prova                    | Tempo         | Posição       | Tempo             | Posição           |
| ------------------------------------------------------------------ | ------------------------ | ------------- | ------------- | ----------------- | ----------------- |
| João Costa                                                         | 50m Costas               | 25.78         | 8º Lugar q    | 25.62             | 7º Lugar          |
| João Costa                                                         | 100m Costas              | 55.40         | 5º Lugar q    | 54.69             | 4º Lugar          |
| João Costa                                                         | 200m Costas              | 2:03.23       | 12º Lugar     | Não se qualificou | Não se qualificou |
| Francisco Santos                                                   | 100m Costas              | 56.39         | 13º Lugar     | Não se qualificou | Não se qualificou |
| Francisco Santos                                                   | 200m Costas              | 2:02.13       | 10º Lugar R2  | Reserva 2         | Reserva 2         |
| Francisco Quintas                                                  | 50m Bruços               | 28.91         | 13º Lugar     | Não se qualificou | Não se qualificou |
| Francisco Quintas                                                  | 100m Bruços              | 1:02.86       | 10º Lugar R2  | Reserva 2         | Reserva 2         |
| Francisco Quintas                                                  | 200m Bruços              |               | 9º Lugar R1   | Reserva 1         | Reserva 1         |
| Gabriel Lopes                                                      | 200m Livres              | 1:52.37       | 9º Lugar R1   | Reserva 1         | Reserva 1         |
| Gabriel Lopes                                                      | 100m Bruços              | 1:03.20       | 11º Lugar     | Não se qualificou | Não se qualificou |
| Gabriel Lopes                                                      | 200m Bruços              | 2:15.24       | 1º Lugar q    | 2:13.64           | 5º Lugar          |
| Gabriel Lopes                                                      | 200m Estilos             | 2:00.86       | 2º Lugar q    | 2:00.28           | 4º Lugar          |
| Diogo Ribeiro                                                      | 50m Livres               | 22.52         | 3º Lugar q    | 22.40             | 5º Lugar          |
| Diogo Ribeiro                                                      | 100m Livres              | 49.66         | 5º Lugar q    | 49.02             | Prata             |
| Diogo Ribeiro                                                      | 50m Mariposa             | 24.03         | 4º Lugar q    | 23.38             | Ouro              |
| Diogo Ribeiro                                                      | 100m Mariposa            | 53.50         | 9º Lugar R1   | Reserva 1         | Reserva 1         |
| Miguel Nascimento                                                  | 50m Livres               | 22.55         | 4º Lugar q    | 22.01             | Prata             |
| Miguel Nascimento                                                  | 100m Livres              | 50.10         | 10º Lugar R2  | Reserva 2         | Reserva 2         |
| Miguel Nascimento                                                  | 50m Mariposa             | 24.20         | 9º Lugar R1   | Reserva 1         | Reserva 1         |
| Miguel Nascimento                                                  | 100m Mariposa            | 53.87         | 12º Lugar     | Não se qualificou | Não se qualificou |
| Alexis Santos                                                      | 50m Costas               | 25.91         | 9º Lugar R1   | Reserva 1         | Reserva 1         |
| Alexis Santos                                                      | 50m Bruços               | 28.65         | 9º Lugar R1   | Reserva 1         | Reserva 1         |
| Alexis Santos                                                      | 200m Estilos             | DNS           | DNS           | Não se qualificou | Não se qualificou |
| Miguel Nascimento Diogo Ribeiro Francisco Santos João Costa        | Estafetas 4x100m Livres  |               |               | 3:20.66           | 6º Lugar          |
| Francisco Santos Francisco Quintas Diogo Ribeiro Miguel Nascimento | Estafetas 4x100m Estilos | 3:47.43       | 7º Lugar q    | 3:37.50           | 5º Lugar          |

R1= Reserva 1, R2= Reserva 2

### Feminino
| Atleta                                                      | Prova                    | Eliminatórias | Eliminatórias | Final             | Final             |
| Atleta                                                      | Prova                    | Tempo         | Posição       | Tempo             | Posição           |
| ----------------------------------------------------------- | ------------------------ | ------------- | ------------- | ----------------- | ----------------- |
| Francisca Martins                                           | 50m Livres               | 27.06         | 19º Lugar     | Não se qualificou | Não se qualificou |
| Francisca Martins                                           | 100m Livres              | 57.48         | 13º Lugar     | Não se qualificou | Não se qualificou |
| Francisca Martins                                           | 200m Livres              | 2:02.38       | 8º Lugar q    | 2:02.02           | 7º Lugar          |
| Francisca Martins                                           | 400m Livres              | 4:21.04       | 7º Lugar q    | 4:24.14           | 8º Lugar          |
| Ana Guedes                                                  | 50m Livres               | 26.55         | 16º Lugar     | Não se qualificou | Não se qualificou |
| Ana Guedes                                                  | 50m Mariposa             | 26.96         | 6º Lugar q    | 26.96             | 6º Lugar          |
| Tamila Holub                                                | 200m Livres              | 2:02.45       | 9º Lugar R1   | Reserva 1         | Reserva 1         |
| Tamila Holub                                                | 400m Livres              | 4:16.57       | 6º Lugar q    | 4:14.25           | 5º Lugar          |
| Tamila Holub                                                | 800m Livres              |               |               | 8:45.25           | 5º Lugar          |
| Catarina Monteiro                                           | 100m Mariposa            | 1:00.59       | 5º Lugar q    | 1:00.13           | 7º Lugar          |
| Catarina Monteiro                                           | 200m Mariposa            | 2:13.37       | 2º Lugar q    | 2:09.32           | Prata             |
| Mariana Cunha                                               | 50m Mariposa             | 27.20         | 8º Lugar q    | 27.09             | 7º Lugar          |
| Mariana Cunha                                               | 100m Mariposa            | 1:00.47       | 4º Lugar q    | 59.36             | 4º Lugar          |
| Mariana Cunha                                               | 200m Mariposa            | 2:14.38       | 8º Lugar q    | 2:12.73           | 4º Lugar          |
| Raquel Pereira                                              | 200m Bruços              | 2:32.79       | 4º Lugar q    | 2:28.35           | Bronze            |
| Raquel Pereira                                              | 400m Estilos             | 4:50.36       | 4º Lugar q    | 4:48.92           | 5º Lugar          |
| Ana Rodrigues                                               | 100m Livres              | 59.10         | 18º Lugar     | Não se qualificou | Não se qualificou |
| Ana Rodrigues                                               | 50m Bruços               | 31.36         | 2º Lugar q    | 31.31             | Prata             |
| Ana Rodrigues                                               | 100m Bruços              | 1:10.56       | 8º Lugar q    | 1:09.42           | 6º Lugar          |
| Camila Rebelo                                               | 50m Costas               | 29.29         | 10º Lugar R2  | Reserva 2         | Reserva 2         |
| Camila Rebelo                                               | 100m Costas              | 1:01.92       | 2º Lugar q    | 1:01.34           | Ouro              |
| Camila Rebelo                                               | 200m Costas              | 2:13.77       | 2º Lugar q    | 2:10.41           | Ouro              |
| Rafaela Azevedo                                             | 50m Costas               | 29.09         | 5º Lugar q    | 28.86             | Bronze            |
| Rafaela Azevedo                                             | 100m Costas              | 1:04.81       | 11º Lugar     | Não se qualificou | Não se qualificou |
| Francisca Martins Ana Rodrigues Mariana Cunha Camila Rebelo | Estafetas 4x100m Livres  |               |               | 3:51.23           | 7º Lugar          |
| Francisca Martins Tamila Holub Mariana Cunha Camila Rebelo  | Estafetas 4x200m Livres  | 8:17.52       | 6º Lugar      |                   |                   |
| Camila Rebelo Ana Rodrigues Mariana Cunha Francisca Martins | Estafetas 4x100m Estilos | 4:07.57       | 4º Lugar      |                   |                   |

Legenda
| Recorde mundial      | Recorde mundial (World record)               |                       | Recorde africano                      | Recorde africano (African) |                                           | Q | Classificado por posição (Qualified) |
| Recorde olímpico     | Recorde olímpico (Olympic record)            | Recorde da América    | Recorde da América (Americas)         | q                          | Classificado por melhor tempo (Qualified) |   |                                      |
| Melhor marca do ano  | Melhor marca do ano (World leading)          | Recorde asiático      | Recorde asiático (Asian)              | DNS                        | Não largou (Did not start)                |   |                                      |
| Recorde nacional     | Recorde nacional (National record)           | Recorde europeu       | Recorde europeu (European)            | DNF                        | Não terminou (Did not finish)             |   |                                      |
| Recorde pessoal      | Recorde pessoal do atleta (Personal best)    | Recorde da Oceania    | Recorde da Oceania (Oceania)          | DSQ / DQ                   | Desclassificado (Disqualified)            |   |                                      |
| Recorde da temporada | Recorde da temporada do atleta (Season best) | Recorde sul-americano | Recorde sul-americano (South America) | NM                         | Sem marca (No mark)                       |   |                                      |

## Petanca[16]
Em Petanca, Portugal foi novamente representado nos Jogos do Mediterrâneo. No entanto a representação foi menor que em Tarragona 2018, onde estiveram presentes 4 atletas, enquanto que em Oran 2022, apenas 2 estiveram presentes. Hugo Dores foi o único que repetiu pela segunda vez a participação nos Jogos do Mediterrâneo.

### Masculino
Qualificam-se para os Quartos de Final os 4 primeiros da RQ1 e da RQ2.
| Atleta     | Evento   | Ronda de Qualificação     | Ronda de Qualificação     | Quartos de Final      | Meias Finais          | Final                 |
| Atleta     | Evento   | Adversário/ Resultado RQ1 | Adversário/ Resultado RQ2 | Adversário/ Resultado | Adversário/ Resultado | Adversário/ Resultado |
| ---------- | -------- | ------------------------- | ------------------------- | --------------------- | --------------------- | --------------------- |
| Hugo Dores | Precisão | 19 Pts. (10º Lugar)       | 33 Pts. (5º Lugar)        | Não se qualificou     | Não se qualificou     | Não se qualificou     |

| Atleta                  | Evento   | Fase de Grupos (Grupo A)  | Fase de Grupos (Grupo A)  | Fase de Grupos (Grupo A) | Repescagem           | Quartos de Final      | Meias Finais          | Final                 |
| Atleta                  | Evento   | Adversário/ Resultado RQ1 | Adversário/ Resultado RQ2 | Pos.                     | Adversário/Resultado | Adversário/ Resultado | Adversário/ Resultado | Adversário/ Resultado |
| ----------------------- | -------- | ------------------------- | ------------------------- | ------------------------ | -------------------- | --------------------- | --------------------- | --------------------- |
| Hugo Dores/ Vítor Peres | Dubletes | Argélia D 9-4             | Marrocos D 7-11           | 3º Lugar (Repescagem)    | Andorra V 11-7       | Marrocos D 4-13       | Não se qualificou     | Não se qualificou     |

Legenda: V = Venceu; D= Derrotado(a)

## Pólo Aquático[17]
A equipa de Sub-18 de Portugal competirá pela segunda vez nos Jogos do Mediterrâneo, na modalidade de Pólo Aquático, repetindo a participação de Tarragona 2018. Em 2018 obteve o 7º lugar entre as 8 participantes.
| Equipa   | Prova                      | Fase de Grupos (Grupo B) | Fase de Grupos (Grupo B) | Fase de Grupos (Grupo B) | Fase de Grupos (Grupo B) | Fase de Grupos (Grupo B) | Jogo 5º/6ºLugar ou 7º/8ºLugar | Meias Finais          | Final / BM            | Final / BM        |
| Equipa   | Prova                      | Adversário/ Resultado    | Adversário/ Resultado    | Adversário/ Resultado    | Adversário/ Resultado    | Pos.                     | Adversário/ Resultado         | Adversário/ Resultado | Adversário/ Resultado | Classificação     |
| -------- | -------------------------- | ------------------------ | ------------------------ | ------------------------ | ------------------------ | ------------------------ | ----------------------------- | --------------------- | --------------------- | ----------------- |
| Portugal | Torneio masculino (Sub-18) | Eslovénia D 18-5         | França D 10-15           | Montenegro D 23-4        | Sérvia D 3-16            | 5º Lugar                 | Não se qualificou             | Não se qualificou     | Não se qualificou     | Não se qualificou |

#### Atletas(13)
- Guarda-Redes: João Pires e Vasco Juhos
- Posição "3" : Afonso Magalhães, António Pereira e João Moreira
- Posição "4" : Diogo Pina
- Posição "5" : Guilherme Albino e Marco Fontana
- Posição "6" : António Dias, António Inácio, Rodrigo Martins e Rodrigo Santos
- Posição "7" : Diogo Pinto

Legenda
| Recorde mundial      | Recorde mundial (World record)               |                       | Recorde africano                      | Recorde africano (African) |                                           | Q | Classificado por posição (Qualified) |
| Recorde olímpico     | Recorde olímpico (Olympic record)            | Recorde da América    | Recorde da América (Americas)         | q                          | Classificado por melhor tempo (Qualified) |   |                                      |
| Melhor marca do ano  | Melhor marca do ano (World leading)          | Recorde asiático      | Recorde asiático (Asian)              | DNS                        | Não largou (Did not start)                |   |                                      |
| Recorde nacional     | Recorde nacional (National record)           | Recorde europeu       | Recorde europeu (European)            | DNF                        | Não terminou (Did not finish)             |   |                                      |
| Recorde pessoal      | Recorde pessoal do atleta (Personal best)    | Recorde da Oceania    | Recorde da Oceania (Oceania)          | DSQ / DQ                   | Desclassificado (Disqualified)            |   |                                      |
| Recorde da temporada | Recorde da temporada do atleta (Season best) | Recorde sul-americano | Recorde sul-americano (South America) | NM                         | Sem marca (No mark)                       |   |                                      |

## Ténis[18]
Em Ténis, Portugal foi novamente representado nos Jogos do Mediterrâneo. A representação teve o mesmo número de tenistas que em Tarragona 2018,  4 atletas, 2 masculinos e 2 femininos. Todos os tenistas estavam em estreia nos Jogos do Mediterrâneo. Nenhum dos tenistas portugueses conseguiu alcançar e melhorar os resultados de Tarragona 2018. 

### Masculino
| Atleta                     | Prova                | Ronda dos 32            | Ronda dos 16         | Quartos de final     | Meias-Finais         | Final / MB           | Final / MB        |
| Atleta                     | Prova                | Adversário Resultado    | Adversário Resultado | Adversário Resultado | Adversário Resultado | Adversário Resultado | Posição           |
| -------------------------- | -------------------- | ----------------------- | -------------------- | -------------------- | -------------------- | -------------------- | ----------------- |
| Fábio Coelho               | Singulares masculino | Petros Chrysochos D 2-0 | Não se qualificou    | Não se qualificou    | Não se qualificou    | Não se qualificou    | Não se qualificou |
| Miguel Gomes               | Singulares masculino | Adam Moundir D 0-2      | Não se qualificou    | Não se qualificou    | Não se qualificou    | Não se qualificou    | Não se qualificou |
| Fábio Coelho/ Miguel Gomes | Pares masculino      |                         | Turquia D 2-0        | Não se qualificou    | Não se qualificou    | Não se qualificou    | Não se qualificou |

### Feminino
| Atleta                            | Prova               | Ronda dos 32            | Ronda dos 16          | Quartos de final     | Meias-Finais         | Final / MB           | Final / MB        |
| Atleta                            | Prova               | Adversário Resultado    | Adversário Resultado  | Adversário Resultado | Adversário Resultado | Adversário Resultado | Posição           |
| --------------------------------- | ------------------- | ----------------------- | --------------------- | -------------------- | -------------------- | -------------------- | ----------------- |
| Maria Inês Fonte                  | Singulares feminino | Amira Benaissa D 2-1    | Não se qualificou     | Não se qualificou    | Não se qualificou    | Não se qualificou    | Não se qualificou |
| Mariana Campino                   | Singulares feminino | Feryel Ben Hassen V 2-1 | Jéssica Maneiro V 2-0 | Não se qualificou    | Não se qualificou    | Não se qualificou    | Não se qualificou |
| Maria Inês Fonte/ Mariana Campino | Pares femininos     |                         | Argélia D 0-2         | Não se qualificou    | Não se qualificou    | Não se qualificou    | Não se qualificou |

Legenda: V = Venceu; D= Derrotado(a)
Legenda
| Recorde mundial      | Recorde mundial (World record)               |                       | Recorde africano                      | Recorde africano (African) |                                           | Q | Classificado por posição (Qualified) |
| Recorde olímpico     | Recorde olímpico (Olympic record)            | Recorde da América    | Recorde da América (Americas)         | q                          | Classificado por melhor tempo (Qualified) |   |                                      |
| Melhor marca do ano  | Melhor marca do ano (World leading)          | Recorde asiático      | Recorde asiático (Asian)              | DNS                        | Não largou (Did not start)                |   |                                      |
| Recorde nacional     | Recorde nacional (National record)           | Recorde europeu       | Recorde europeu (European)            | DNF                        | Não terminou (Did not finish)             |   |                                      |
| Recorde pessoal      | Recorde pessoal do atleta (Personal best)    | Recorde da Oceania    | Recorde da Oceania (Oceania)          | DSQ / DQ                   | Desclassificado (Disqualified)            |   |                                      |
| Recorde da temporada | Recorde da temporada do atleta (Season best) | Recorde sul-americano | Recorde sul-americano (South America) | NM                         | Sem marca (No mark)                       |   |                                      |

## Ténis de Mesa[19]

### Masculino
João Monteiro disputa o Grupo 5 na 1º Fase, na 2º Fase o Grupo 1.
João Geraldo disputa o Grupo 2 na 1º Fase, na 2º Fase o Grupo 2.
João Monteiro por motivos de saúde não pôde participar nos últimos 2 encontros do Grupo 1 da 2º Fase.
| Atleta        | Prova                | 1º Fase (Grupos)       | 1º Fase (Grupos)       | 1º Fase (Grupos)     | 1º Fase (Grupos) | 2º Fase (Grupos)     | 2º Fase (Grupos)     | 2º Fase (Grupos)            | 2º Fase (Grupos) | Quartos de final           | Meias-Finais         | Final / MB           | Final / MB        |
| Atleta        | Prova                | Adversário Resultado   | Adversário Resultado   | Adversário Resultado | Pos.             | Adversário Resultado | Adversário Resultado | Adversário Resultado        | Pos.             | Adversário Resultado       | Adversário Resultado | Adversário Resultado | Posição           |
| ------------- | -------------------- | ---------------------- | ---------------------- | -------------------- | ---------------- | -------------------- | -------------------- | --------------------------- | ---------------- | -------------------------- | -------------------- | -------------------- | ----------------- |
| João Geraldo  | Singulares Masculino | Ibrahim Gunduz V 4-0   | Sami Kherouf V 4-0     |                      | 1º Lugar         | C.Savva V 4-0        | Deni Kozul V 4-2     | Mehdi Bouloussa D 3-4       | 2º Lugar         | Ioannis Sgouropoulos V 4-1 | Alvaro Robles D 4-2  | Stoyanov V 4-0       | Bronze            |
| João Monteiro | Singulares Masculino | Hussin Elramalli V 4-0 | Leo Nodrest V 4-0 (fc) | Christos Savva V 4-0 | 1º Lugar         | Mihai Bobocica D 2-4 | Omar Assar D 4-0(fc) | Abdullah Yigenler D 4-0(fc) | 4º Lugar         | Não se qualificou          | Não se qualificou    | Não se qualificou    | Não se qualificou |

| Atleta                                | Prova             | 1º Fase (Grupo 3)    | 1º Fase (Grupo 3)    | 1º Fase (Grupo 3) | Quartos de final     | Meias-Finais         | Final / MB           | Final / MB |
| Atleta                                | Prova             | Adversário Resultado | Adversário Resultado | Pos.              | Adversário Resultado | Adversário Resultado | Adversário Resultado | Posição    |
| ------------------------------------- | ----------------- | -------------------- | -------------------- | ----------------- | -------------------- | -------------------- | -------------------- | ---------- |
| João Monteiro João Geraldo Diogo Chen | Torneio Masculino | Turquia V 3-2        | Itália D 1-3         | 2º Lugar Q        | Sérvia V 1-3         | Grécia V 1-3         | Eslovénia D 2-3      | Prata      |

Legenda: V = Venceu; D= Derrotado(a); FC= Falta de Comparência

### Feminino
Jieni Shao disputa o grupo 4 na 1º Fase, na 2º Fase disputa o Grupo 4.
Inês Matos disputa o grupo 6 na 1º Fase, na 2º Fase disputa o Grupo 1.
| Atleta     | Prova                | 1º Fase (Grupos)     | 1º Fase (Grupos)      | 1º Fase (Grupos)     | 1º Fase (Grupos)       | 2º Fase (Grupos)       | 2º Fase (Grupos)      | 2º Fase (Grupos)     | 2º Fase (Grupos) | Quartos de final        | Meias-Finais         | Final / MB           | Final / MB        |
| Atleta     | Prova                | Adversário Resultado | Adversário Resultado  | Adversário Resultado | Pos.                   | Adversário Resultado   | Adversário Resultado  | Adversário Resultado | Pos.             | Adversário Resultado    | Adversário Resultado | Adversário Resultado | Posição           |
| ---------- | -------------------- | -------------------- | --------------------- | -------------------- | ---------------------- | ---------------------- | --------------------- | -------------------- | ---------------- | ----------------------- | -------------------- | -------------------- | ----------------- |
| Jieni Shao | Singulares Femininos | Sofia Zhang V 4-1    | Nicole Arlia V 4-0    |                      | 1º Lugar               | Maria Xiao D 2-4       | Prithika Pavade V 4-1 | Ana Tafont V 4-0     | 2º Lugar         | Izabela Lupulesku V 1-4 | Camile Lutz V 4-2    | Xiaoxin Yang D 4-0   | Prata             |
| Inês Matos | Singulares Femininos | Maria Xiao D 4-0     | Foteini Meletie V 4-1 | Sabrina Furjan D 1-4 | 3º Lugar (Lucky Loser) | Simay Kulakceken D 4-3 | Camile Lutz D 0-4     | Xiaoxin Yang D 0-4   | 4º Lugar         | Não se qualificou       | Não se qualificou    | Não se qualificou    | Não se qualificou |

| Atleta                              | Prova            | 1º Fase (Grupo 2)    | 1º Fase (Grupo 2)    | 1º Fase (Grupo 2) | Quartos de final     | Meias-Finais         | Final / MB           | Final / MB |
| Atleta                              | Prova            | Adversário Resultado | Adversário Resultado | Pos.              | Adversário Resultado | Adversário Resultado | Adversário Resultado | Posição    |
| ----------------------------------- | ---------------- | -------------------- | -------------------- | ----------------- | -------------------- | -------------------- | -------------------- | ---------- |
| Jieni Shao Inês Matos Matilde Pinto | Torneio Feminino | Eslovénia V 3-0      | Espanha V 3-2        | 1º Lugar Q        |                      | Itália D 2-3         | Sérvia V 1-3         | Bronze     |

Legenda: V = Venceu; D= Derrotado(a)
Legenda
| Recorde mundial      | Recorde mundial (World record)               |                       | Recorde africano                      | Recorde africano (African) |                                           | Q | Classificado por posição (Qualified) |
| Recorde olímpico     | Recorde olímpico (Olympic record)            | Recorde da América    | Recorde da América (Americas)         | q                          | Classificado por melhor tempo (Qualified) |   |                                      |
| Melhor marca do ano  | Melhor marca do ano (World leading)          | Recorde asiático      | Recorde asiático (Asian)              | DNS                        | Não largou (Did not start)                |   |                                      |
| Recorde nacional     | Recorde nacional (National record)           | Recorde europeu       | Recorde europeu (European)            | DNF                        | Não terminou (Did not finish)             |   |                                      |
| Recorde pessoal      | Recorde pessoal do atleta (Personal best)    | Recorde da Oceania    | Recorde da Oceania (Oceania)          | DSQ / DQ                   | Desclassificado (Disqualified)            |   |                                      |
| Recorde da temporada | Recorde da temporada do atleta (Season best) | Recorde sul-americano | Recorde sul-americano (South America) | NM                         | Sem marca (No mark)                       |   |                                      |

## Tiro[20]

### Equipa Mista
| Atleta                     | Prova                  | Qualificações        | Qualificações | Final                | Final               |
| Atleta                     | Prova                  | Pontuação/ Resultado | Pos.          | Pontuação/ Resultado | Classificação       |
| -------------------------- | ---------------------- | -------------------- | ------------- | -------------------- | ------------------- |
| Joana Castelão/ João Costa | Equipas Mistas PAC 10m | 560                  | 9º Lugar      | Não se qualificaram  | Não se qualificaram |

### Masculino
| Atleta          | Prova          | Qualificações        | Qualificações | Final                | Final             |
| Atleta          | Prova          | Pontuação/ Resultado | Pos.          | Pontuação/ Resultado | Classificação     |
| --------------- | -------------- | -------------------- | ------------- | -------------------- | ----------------- |
| João Costa      | Pistola AR 10m | 572                  | 9º Lugar      | Não se qualificou    | Não se qualificou |
| Tiago Carapinha | Pistola AR 10m | 566                  | 10º Lugar     | Não se qualificou    | Não se qualificou |

### Feminino
| Atleta         | Prova           | Qualificações        | Qualificações | Final                | Final             |
| Atleta         | Prova           | Pontuação/ Resultado | Pos.          | Pontuação/ Resultado | Classificação     |
| -------------- | --------------- | -------------------- | ------------- | -------------------- | ----------------- |
| Sara Antunes   | Carabina AC 10m | 621.6                | 13º Lugar     | Não se qualificou    | Não se qualificou |
| Joana Castelão | Pistola AC 10m  | 569                  | 6º Lugar Q    | 142.2                | 7º Lugar          |

Legenda
| Recorde mundial      | Recorde mundial (World record)               |                       | Recorde africano                      | Recorde africano (African) |                                           | Q | Classificado por posição (Qualified) |
| Recorde olímpico     | Recorde olímpico (Olympic record)            | Recorde da América    | Recorde da América (Americas)         | q                          | Classificado por melhor tempo (Qualified) |   |                                      |
| Melhor marca do ano  | Melhor marca do ano (World leading)          | Recorde asiático      | Recorde asiático (Asian)              | DNS                        | Não largou (Did not start)                |   |                                      |
| Recorde nacional     | Recorde nacional (National record)           | Recorde europeu       | Recorde europeu (European)            | DNF                        | Não terminou (Did not finish)             |   |                                      |
| Recorde pessoal      | Recorde pessoal do atleta (Personal best)    | Recorde da Oceania    | Recorde da Oceania (Oceania)          | DSQ / DQ                   | Desclassificado (Disqualified)            |   |                                      |
| Recorde da temporada | Recorde da temporada do atleta (Season best) | Recorde sul-americano | Recorde sul-americano (South America) | NM                         | Sem marca (No mark)                       |   |                                      |

## Tiro com Arco[21]

### Masculino
| Atleta                                     | Prova              | Ronda Qualificação   | Ronda 24             | Ronda 16              | Oitavos Final          | Quartos Final          | Meias Finais         | Final / BM           | Final / BM          |
| Atleta                                     | Prova              | Pontuação/ Resultado | Pontuação/ Resultado | Pontuação/ Resultado  | Pontuação/ Resultado   | Pontuação/ Resultado   | Pontuação/ Resultado | Pontuação/ Resultado | Classificação       |
| ------------------------------------------ | ------------------ | -------------------- | -------------------- | --------------------- | ---------------------- | ---------------------- | -------------------- | -------------------- | ------------------- |
| Luís Gonçalves                             | Recurvo Individual | 602 Pts. 26º Lugar   |                      | Samet Ak D 6-0        | Não se qualificou      | Não se qualificou      | Não se qualificou    | Não se qualificou    | Não se qualificou   |
| Nuno Carneiro                              | Recurvo Individual | 633 Pts. 13º Lugar   |                      | C. Charalambous V 6-0 | Bakri Imadeddine V 6-4 | Nicolas Bernardi D 7-1 | Não se qualificou    | Não se qualificou    | Não se qualificou   |
| Tiago Matos                                | Recurvo Individual | 606 Pts. 25º Lugar   |                      | Ziga Ravnikar D 1-7   | Não se qualificou      | Não se qualificou      | Não se qualificou    | Não se qualificou    | Não se qualificou   |
| Luís Gonçalves/ Nuno Carneiro/ Tiago Matos | Recurvo Equipas    |                      |                      |                       |                        | Espanha D 6-0          | Não se qualificaram  | Não se qualificaram  | Não se qualificaram |

Legenda
| Recorde mundial      | Recorde mundial (World record)               |                       | Recorde africano                      | Recorde africano (African) |                                           | Q | Classificado por posição (Qualified) |
| Recorde olímpico     | Recorde olímpico (Olympic record)            | Recorde da América    | Recorde da América (Americas)         | q                          | Classificado por melhor tempo (Qualified) |   |                                      |
| Melhor marca do ano  | Melhor marca do ano (World leading)          | Recorde asiático      | Recorde asiático (Asian)              | DNS                        | Não largou (Did not start)                |   |                                      |
| Recorde nacional     | Recorde nacional (National record)           | Recorde europeu       | Recorde europeu (European)            | DNF                        | Não terminou (Did not finish)             |   |                                      |
| Recorde pessoal      | Recorde pessoal do atleta (Personal best)    | Recorde da Oceania    | Recorde da Oceania (Oceania)          | DSQ / DQ                   | Desclassificado (Disqualified)            |   |                                      |
| Recorde da temporada | Recorde da temporada do atleta (Season best) | Recorde sul-americano | Recorde sul-americano (South America) | NM                         | Sem marca (No mark)                       |   |                                      |

## Tiro com Armas de Caça[22]

### Masculino
| Atleta             | Prova          | Qualificações        | Qualificações        | Qualificações | Qualificações | Meias Finais         | Meias Finais      | Final                | Final             |
| Atleta             | Prova          | Dia 1                | Dia 2                | Total         | Pos.          | Pontuação/ Resultado | Classificação     | Pontuação/ Resultado | Classificação     |
| Atleta             | Prova          | Pontuação/ Resultado | Pontuação/ Resultado | Total         | Pos.          | Pontuação/ Resultado | Classificação     | Pontuação/ Resultado | Classificação     |
| ------------------ | -------------- | -------------------- | -------------------- | ------------- | ------------- | -------------------- | ----------------- | -------------------- | ----------------- |
| José Bruno Faria   | Trap Masculina | 70/75                | 45/50                | 115/125       | 15º Lugar     | Não se qualificou    | Não se qualificou | Não se qualificou    | Não se qualificou |
| João Paulo Azevedo | Trap Masculina | 69/75                | 45/50                | 114/125       | 18º Lugar     | Não se qualificou    | Não se qualificou | Não se qualificou    | Não se qualificou |

### Feminino
| Atleta             | Prova         | Qualificações        | Qualificações        | Qualificações | Qualificações | Meias Finais         | Meias Finais  | Final                | Final             |
| Atleta             | Prova         | Dia 1                | Dia 2                | Total         | Pos.          | Pontuação/ Resultado | Classificação | Pontuação/ Resultado | Classificação     |
| Atleta             | Prova         | Pontuação/ Resultado | Pontuação/ Resultado | Total         | Pos.          | Pontuação/ Resultado | Classificação | Pontuação/ Resultado | Classificação     |
| ------------------ | ------------- | -------------------- | -------------------- | ------------- | ------------- | -------------------- | ------------- | -------------------- | ----------------- |
| Maria Inês Barros  | Trap Feminina | 72/75                | 45/50                | 119/125       | 1º Lugar      | 19                   | 2º Lugar      | 27                   | Prata             |
| Ana Rita Rodrigues | Trap Feminina | 68/75                | 45/50                | 115/125       | 5º Lugar      | 15                   | 5º Lugar      | Não se qualificou    | Não se qualificou |

Legenda
| Recorde mundial      | Recorde mundial (World record)               |                       | Recorde africano                      | Recorde africano (African) |                                           | Q | Classificado por posição (Qualified) |
| Recorde olímpico     | Recorde olímpico (Olympic record)            | Recorde da América    | Recorde da América (Americas)         | q                          | Classificado por melhor tempo (Qualified) |   |                                      |
| Melhor marca do ano  | Melhor marca do ano (World leading)          | Recorde asiático      | Recorde asiático (Asian)              | DNS                        | Não largou (Did not start)                |   |                                      |
| Recorde nacional     | Recorde nacional (National record)           | Recorde europeu       | Recorde europeu (European)            | DNF                        | Não terminou (Did not finish)             |   |                                      |
| Recorde pessoal      | Recorde pessoal do atleta (Personal best)    | Recorde da Oceania    | Recorde da Oceania (Oceania)          | DSQ / DQ                   | Desclassificado (Disqualified)            |   |                                      |
| Recorde da temporada | Recorde da temporada do atleta (Season best) | Recorde sul-americano | Recorde sul-americano (South America) | NM                         | Sem marca (No mark)                       |   |                                      |

## Vela[23]

### Masculino
| Atleta           | Prova  | R1        | R2        | R3        | R4        | R5        | R6        | R7        | R8        | R9        | R10       | R11       | R12      | R13 | R14 | R15 | R16 | R17 | Medal Race | Total     | Total    |
| Atleta           | Prova  | Pontuação | Pontuação | Pontuação | Pontuação | Pontuação | Pontuação | Pontuação | Pontuação | Pontuação | Pontuação |           |          |     |     |     |     |     | Pontuação  | Pontuação | Posição  |
| ---------------- | ------ | --------- | --------- | --------- | --------- | --------- | --------- | --------- | --------- | --------- | --------- | --------- | -------- | --- | --- | --- | --- | --- | ---------- | --------- | -------- |
| Eduardo Marques  | ILCA 7 | 12        | 4         | UFD (29)  | 10        | 5         | 8         | 8         | 13        |           |           |           |          |     |     |     |     |     | 7          | 66        | 8º Lugar |
| Santiago Sampaio | ILCA 7 | 13        | 8         | 6         | 2         | RET (29)  | BFD (29)  | UFD (29)  | 16        | 12        | 116       | 15º Lugar |          |     |     |     |     |     |            |           |          |
| João Tiago Abreu | IQFOIL | 9         | 11        | 8         | 9         | 12        | 8         | 7         | 12        | 4         | 7         | 7         | UFD (21) | 7   | 6   | 7   | 8   | 8   | 7          | 131       | 8º Lugar |

### Feminino
| Atleta       | Prova  | Regata 1  | Regata 2  | Regata 3  | Regata 4  | Regata 5  | Regata 6  | Regata 7  | Regata 8  | Medal Race | Total     | Total     |
| Atleta       | Prova  | Pontuação | Pontuação | Pontuação | Pontuação | Pontuação | Pontuação | Pontuação | Pontuação | Pontuação  | Pontuação | Posição   |
| ------------ | ------ | --------- | --------- | --------- | --------- | --------- | --------- | --------- | --------- | ---------- | --------- | --------- |
| Leonor Dutra | ILCA 6 | 14        | 17        | 7         | 11        | 11        | 5         | 20        | 13        | 4          | 86        | 12º Lugar |
| Luísa Peres  | ILCA 6 | 11        | 15        | 19        | 12        | 16        | 16        | 11        | 11        | 21         | 114       | 16º Lugar |

Legenda
| Recorde mundial      | Recorde mundial (World record)               |                       | Recorde africano                      | Recorde africano (African) |                                           | Q | Classificado por posição (Qualified) |
| Recorde olímpico     | Recorde olímpico (Olympic record)            | Recorde da América    | Recorde da América (Americas)         | q                          | Classificado por melhor tempo (Qualified) |   |                                      |
| Melhor marca do ano  | Melhor marca do ano (World leading)          | Recorde asiático      | Recorde asiático (Asian)              | DNS                        | Não largou (Did not start)                |   |                                      |
| Recorde nacional     | Recorde nacional (National record)           | Recorde europeu       | Recorde europeu (European)            | DNF                        | Não terminou (Did not finish)             |   |                                      |
| Recorde pessoal      | Recorde pessoal do atleta (Personal best)    | Recorde da Oceania    | Recorde da Oceania (Oceania)          | DSQ / DQ                   | Desclassificado (Disqualified)            |   |                                      |
| Recorde da temporada | Recorde da temporada do atleta (Season best) | Recorde sul-americano | Recorde sul-americano (South America) | NM                         | Sem marca (No mark)                       |   |                                      |

### Vela
| M   | Regata da Medalha da qual só participam os dez primeiros colocados das regatas anteriores  |  |  | CAN | Regata cancelada |
| BFD | Desclassificado por bandeira preta (Black Flag Disqualified)                               |  |  |     |                  |
| UFD | Desclassificado por bandeira "U" (U Flag Disqualified)                                     |  |  |     |                  |
| OCS | Largada queimada (On the Course Side of the starting line)                                 |  |  |     |                  |
| DNE | Desclassificação sem eliminação (infração a um item do regulamento da prova – Did Not End) |  |  |     |                  |